# تل رم
 تَلَّ رم، هو جبل يقع في منطقة في نيويورك شمال غرب هاملت بييرستاون. يقع تل البيت الأحمر في الجنوب الشرقي، ويقع تل ميتكالف جنوبًا، وتقع بحيرة ألين وتل موهيغان في الشمال الغربي، وتقع بحيرة أوتسيقو شرق تل رم.

## تاريخ
تم تسميته تل رم بهذا الاسم لأنه في اجتماع بين المستوطنين الأوائل والهنود، كان هناك خلاف ودفع أحدهم برميلًا من الروم فوق التل. سقط البرميل من الحافة إلى الحافة وانكسر أخيرًا في القاع. خلال أوقات الحظر كان يشار إليها باسم جبل أوتسيغو. في وقت ما كانت تعتبر أعلى نقطة في مقاطعة أوتسيغو.